# Babusja
Babusja (Бабуся) è un film del 2003 diretto da Lidija Bobrova.

## Trama
Il film parla di una donna anziana i cui nipoti sono cresciuti e avevano famiglie. La nonna decide di vendere la sua casa, dare i soldi ricevuti ai suoi nipoti e vivere con la figlia in un appartamento di città. Ma all'improvviso qualcosa è andato storto.